# René Redzepi
René Redzepi (ur. 16 grudnia 1977) – duński restaurator, kucharz, współwłaściciel kopenhaskiej restauracji Noma, wyróżnionej przez przewodnik Michelin trzema gwiazdkami. Jego restauracja w latach 2010–2012 i 2014 roku została uznana przez czasopismo Restaurant najlepszą na świecie. Redzepi znany jest z zamiłowania do odkrywania na nowo, jak i doskonalenia kuchni nordyckiej, dania podawane w lokalu charakteryzuje pomysłowość i wyrazistość smaków.

## Kariera
Po tym jak Redzepi zdecydował się na karierę restauratora, zdobywał praktykę w restauracji Pierre André, który wtedy stawiał pierwsze kroki na rynku gastronomicznym stolicy Danii. Niedługo później lokal został uhonorowany gwiazdką Michelin. W roku 1998 po raz pierwszy odwiedził jako gość sławny kataloński zakład gastronomiczny El Bulli, gdzie pozostał w roli pracownika aż do lata 1999 roku.
Po powrocie do Kopenhagi rozpoczął pracę w Kong Hans Kælder, popularnej w mieście od połowy lat 70. jadłodajni. W roku 2001 wyjechał za ocean do Kalifornii, gdzie cztery miesiące pracował u Thomasa Kellera we francuskiej restauracji The French Laundry. Następnie Rene powrócił na Zelandię do Kong Hans Kælder.
W grudniu 2002 roku Redzepi zetknął się z Clausem Meyerem, który zaproponował mu zarządzanie lokalem w Północnoatlantyckim Domu, dawnym XVIII-wiecznym magazynie, który zamieniono w centrum kultury regionu północnoatlantyckiego. Nomę otworzono w roku 2004, Redzepi do tej pory pełni tam funkcję szefa kuchni.

## Życie prywatne
Redzepi przyszedł na świat w Kopenhadze jako syn emigranta z Jugosłowiańskiej Republiki Macedonii i duńskiej matki. Jego ojciec jest pochodzenia albańskiego.

## Książki
- 2006: Noma Nordic Cuisine (wydawca: Politikens Forlag, ISBN 978-8-7567-8333-0)[14]
- 2010: Noma: Time and Place in Nordic Cuisine (wydawca: Phaidon, ISBN 978-0-7148-5903-3)[15]
- 2013: Rene Redzepi: A Work In Progress (wydawca: Phaidon, ISBN 978-0-7148-6691-8)[16]